# The Life of Pablo
The Life of Pablo es el séptimo álbum que creó el rapero estadounidense Kanye West. El álbum fue publicado por el sello G.O.O.D. Music, Roc-A-Fella Records y Def Jam Recordings en febrero de 2016. El álbum se inspira de manera parcial en la vida y obra del apóstol san Pablo. El álbum estaba disponible para la venta en el sitio web de West, según Billboard, TLOP cumplió con la condición de platino.

## Grabación y producción

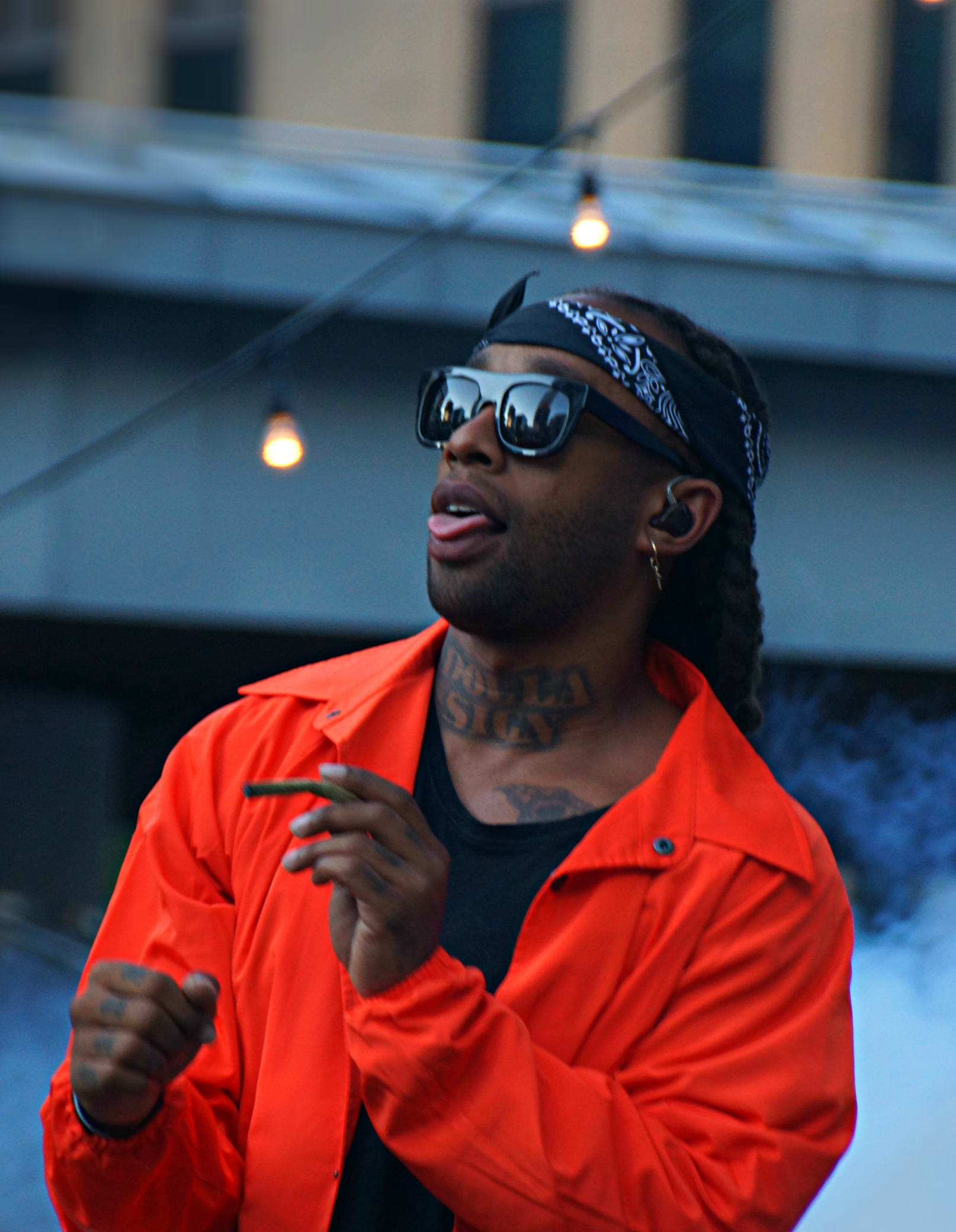
Ty Dolla $ign aparece en las canciones "Fade" y "Real Friends".

Muchas fuentes informan que el álbum fue escrito y grabado en varias ubicaciones, incluyendo Los Ángeles, México, la isla de Wight y Florencia Durante el tiempo que West estuvo en Los Ángeles, se rumoreó que fue a Shangri-La Estudios, el cual se encuentra en casa del productor ejecutivo de Yeezus, Rick Rubin. Así mismo, el cantante americano Ty Dolla Sign informó su experiencia grabando con West y Paul McCartney, diciendo que ellos estaban "...En México, en una casa grande. La parte de atrás de la casa no tenía paredes y ninguna puerta; solo estaba abierto, directamente enfocado hacia el océano. Tu pensarías que quisiéramos tener el micrófono encerrado y aquello, pero mantuvimos las puertas abiertas y todo salió perfecto." La producción en México, ocurrió con McCartney y Rihanna, colaboradora frecuente de West. El rapero americano Pusha T y Consequence confirmaron que habían terminado su disputa, para trabajar con West en su séptimo álbum, con un refrán de Consecuencia en una entrevista: "Pusha [T] y yo terminamos todo y nosotros creativamente nos sentimos en la misma vibra con Kanye para este nuevo LP."
En abril de 2014, en entrevista con el productor de GOOD Music, Evian Cristo, dijo que: "Kanye quiere algo como aquello que suena un poco a Otis Redding, un poco como Mobb Deep.” Cristo explicó mientras que West no es siempre musicalmente claro, solo parece "...Interesado en empujar fronteras estéticas tan lejos al Avant es posible. Kanye es el colega quién comenta, ‘Esto no es bastante experimental. Esto es demasiado poppy. Haz algo más.' Los otros tipos están como, ‘nosotros no lo captamos.'" Cristo, admitió que Kanye es "un sueño para trabajar", añadiendo que "...Nadie más te da un nivel de libertad creativa. Cuándo tu quieres trabajar en un proyecto, el proyecto es: ‘no hagas un beat de rap. Cualquier otra cosa, pero no beat de rap.'"
En mayo de 2014 en entrevista con Billboard, James Fauntleroy de Cocaine 80s, habló de sus sesiones de grabación con West y dijo, " entré allí e hice algún material en aquella mierda. Canté mierda allí encima y me retiré. Veremos cómo resulta. Cuando yo fui era temprano, [durante] las etapas tempranas. Sé que habrá muchas otras personas, muchas interjecciones." También en mayo de 2014, productor originario de Atlanta, Mike Will Made It, ha sido citado diciendo que "Kanye ha ido probando cosas nuevas y ha ido logrando que yo tenga ideas nuevas, Si es, o no el "Black Skinhead Remix", no sabemos, pero es sin duda algo bueno que tenemos ya lejos, [estamos] solo trabajando, punto. Depende de donde la música aterrice, pero espero que nosotros tengamos algo para el próximo álbum"

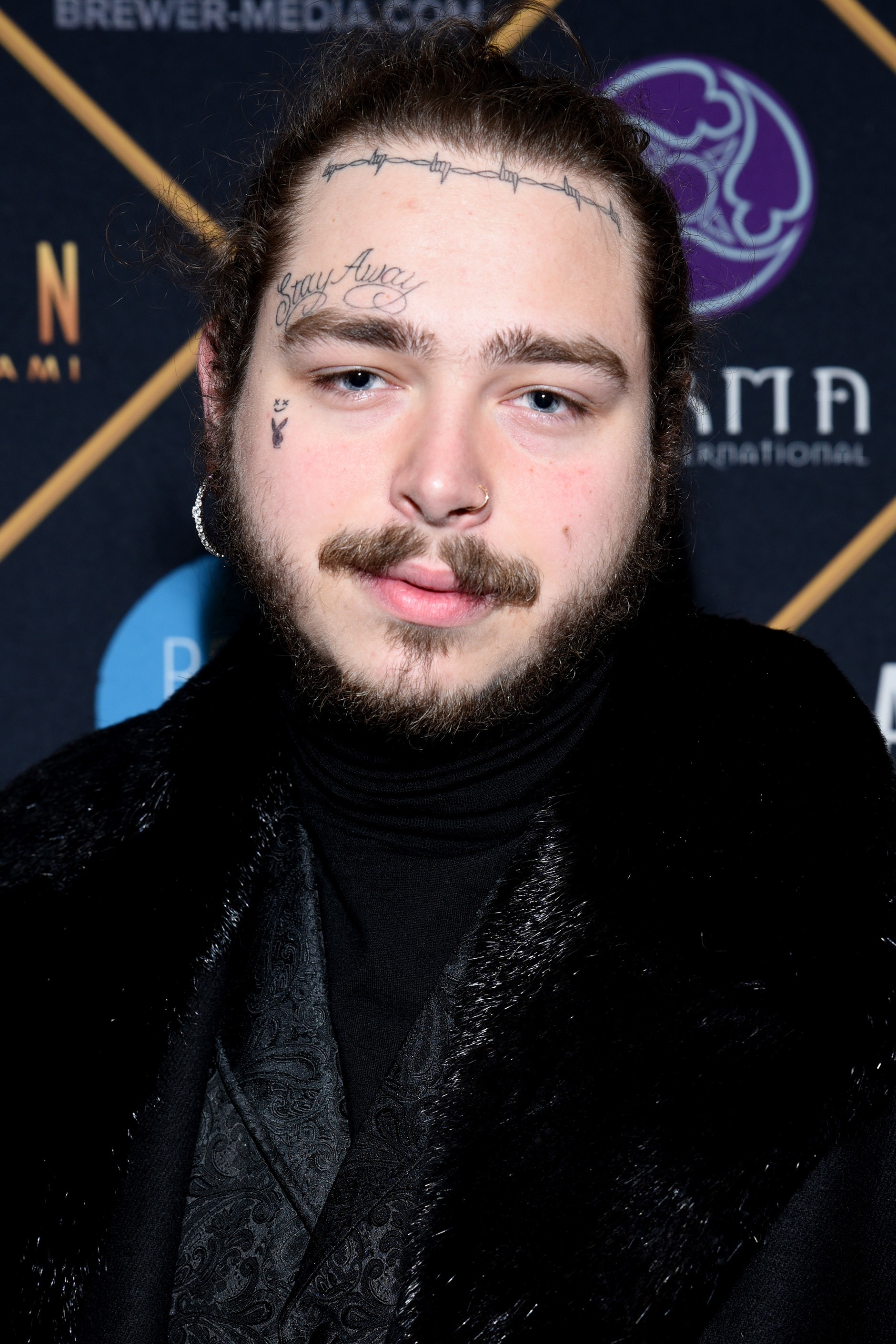
Post Malone produjo y está presente en la canción "Fade".

En una Marcha 2015 entrevista con MTV, Sean Grande habló sobre las ubicaciones de registro múltiples implicaron este álbum, whilst promoviendo su tercer álbum de estudio propio, Paraíso de Cielo Oscuro: "...Nosotros hechos un par, para gustar México, gustar cómo nosotros Hawái antes de que y a material le #gustar aquello. Trabajamos tan unidad seguro, aquello es todo voy a decir no voy a caer nada más."  En octubre de 2015 entrevista con The Fader, Post Malone, quién (junto con Ty Dollar $ign) está presente en la pista "Fade", habló de sus experiencias con West: 
Conocí a Kanye en la fiesta de Kylie Jenner y Kanye estaba como, "Hagamos algo". Así que fui a Ye's y solo empezamos a trabajar y entonces nos pusimos a hablar, y continuamos. De ahí, fui al estudio con Kanye y lo que hicimos fue grabar los vocales y los edité... Él solo era un tipo normal, como yo, y super genial. Él vestía de camuflaje, todo camuflaje. Era muy callado y era muy, muy humilde.
En Enero 27, 2016, West reveló una actualización del listado de pista final en su cuenta oficial de Twitter. La track list actualizada también reveló un número de colaboradores potenciales, el cual incluye Earl Sweatshirt, Chance the Rapper, The-Dream, Tyler, the Creator, OFWGK†Δ, El Tony Famoso Mundial Williams, Diddy, A$AP Rocky, Kid Cudi y French Montana, así como el regreso de sus colaboradores de producción anteriores como Mike Dean, Hudson Mohawke y Noah Goldstein. En febrero de 2015, mientras West seguía trabajando el álbum,  confirmó que el álbum estaba 80% concluido. Dijo: 
Estoy intentando terminarlo. Estoy intentando mostrarselo a las personas... Las fechas de lanzamiento están fuera. Así que la sorpresa va a ser una sorpresa . Así va la sorpresa... Es musica recién hecha que solo se siente bien. Mi último álbum era música de protesta . Yo estaba como, "Tomaré mi pelota y me iré a casa".

## Salida y promoción

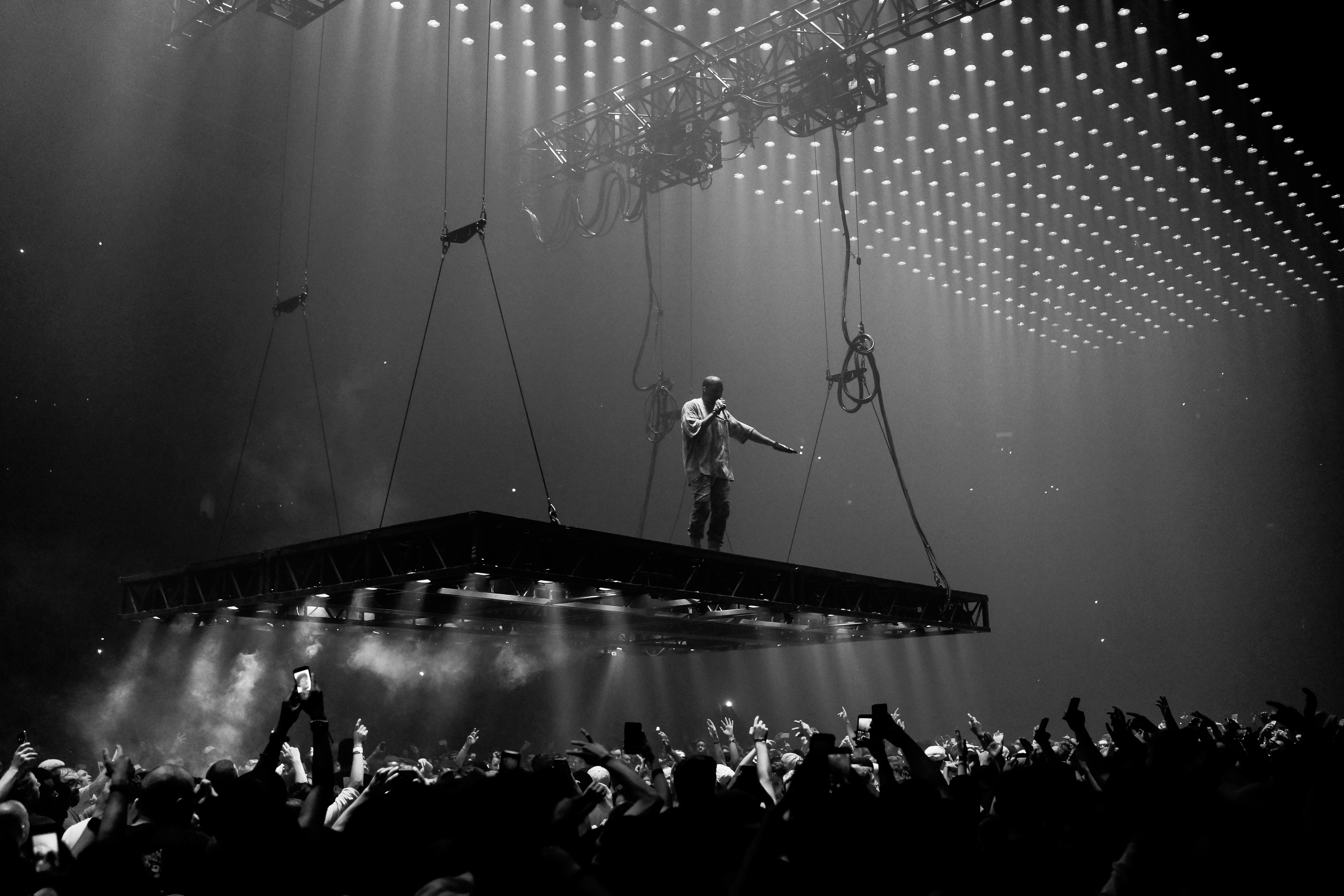
Escenografía del tour. Una plataforma volante en donde el artista tocaba a su público desde arriba.

Encima diciembre 31, 2014, West liberó un sencillo titulado "Only One", una colaboración con el músico inglés Paul McCartney, quién también manejó la producción de la canción, al lado Mike Dean. El vídeo de música de la pista, presentando a Kanye y su hija North, con dirección por Spike Jonze, estuvo liberado encima enero 21, 2015. En marzo de 2015, West oficialmente liberó un solo titulado "All Day", el cual originalmente había filtrado en línea en un-mastered forma, en agosto de 2014. La canción era más tarde remixed, presentando un verso de huésped nuevo de Kendrick Lamar.
El  12 de febrero de 2015, durante el Adidas Yeezy Season 1, evento de espectáculo de la moda realizado en Ciudad de Nueva York, West estrenó una canción nueva titulada "Wolves". La pista, que contiene vocales de Vic Mensa y la cantante australiana-compositora Sia, estuvo producido por Cashmere Cat y Sinjin Hawke. En febrero de 2015, West tocó  “Jesus Walks” “Only One” y “Wolves”, en el 40.º Aniversario de Saturday Night Live.
A finales de mes, el 25 de febrero, Kanye actuó en vivo la canción anteriormente filtrada "All Day", durante su presentación en los Brit Awards 2015. El 16 de septiembre del mismo año, durante el Adidas Yeezy Season 2 Fashion Show, West estrenó otra canción para ser incluida en el álbum, titulado "Fade". La canción estuvo acompañada con vocales de Post Malone y Ty Dolla $ign.
En enero de 2016, Kim Kardashian anunció vía Twitter el estreno de "Real Friends", el primer sencillo oficial, que marcaría el regreso de West. Anteriormente ha hecho una música libre semanal giveaway dirigiendo hasta la liberación de su critically lauded quinto álbum de estudio My Beautiful Dark Twisted Fantasy "Real Friends" estuvo liberado el día esté anunciado vía SoundCloud simultáneamente con el álbum es (entonces titulado SWISH) fecha de liberación y una #fragmento de la liberación de G.O.O.D. Music Friday, tituló "No More Parties in LA", el cual presenta vocales del rapero Kendrick Lamar. "No More Parties In LA" Tenido su liberación apropiada la semana siguiente, también vía Soundcloud. La canción, el cual estuvo producido por Madlib y West, contiene una muestra de "Suzie Thundertussy" actuado por Walter Morrison.
En febrero 12, 2016, después del lanzamiento de The Life Of Pablo durante su Adidas Yeezy season 3' acontecimiento de espectáculo de la moda, West liberó una pista nueva tituló "30 Hours", para su serie de G.O.O.D. Music Friday.
Kanye expresó en Twitter el 16 de febrero de 2016 su voluntad de estrenar su disco únicamente en Tidal, la plataforma de música en streaming de su buen amigo Jay Z, y que no lo pondría a la venta en plataformas digitales. Si bien al principio sus fanes se descargaron Tidal para escucharlo, a finales de marzo de 2016 el disco ya estaba en plataformas como iTunes o Spotify para su venta o escucha. Luego 1 dia despues west anuncio en twitter que su proximo album se llamaria turbografix 16 cual nunca salio a la luz

## Listado de canciones
| The Life of Pablo |                                                                            |              |             |          |  |
| N.º               | Título                                                                     | Escritor(es) | Producer(s) | Duración |  |
| 1.                | «Ultralight Beam» (featuring Chance the Rapper, Kirk Franklin & The-Dream) | Kanye West   | West        | 5:20     |  |
| 2.                | «Father Stretch My Hands, Pt. 1» (featuring Kid Cudi)                      | West         | West        | 2:16     |  |
| 3.                | «Pt. 2» (featuring Desiigner)                                              | West         | West        | 2:10     |  |
| 4.                | «Famous» (featuring Rihanna & Swizz Beatz)                                 | West         | West        | 3:16     |  |
| 5.                | «Feedback»                                                                 | West         | West        | 3:28     |  |
| 6.                | «Low Lights»                                                               | West         | West        | 2:12     |  |
| 7.                | «Highlights» (featuring Young Thug)                                        | West         | West        | 3:48     |  |
| 8.                | «Freestyle 4»                                                              | West         | West        | 2:27     |  |
| 9.                | «I Miss the Old Kanye / I Love Kanye»                                      | West         | West        | 0:49     |  |
| 10.               | «Waves» (featuring Chris Brown & Kid Cudi)                                 | West         | West        | 3:02     |  |
| 11.               | «FML» (featuring The Weeknd)                                               | West         | West        | 4:48     |  |
| 12.               | «Real Friends» (featuring Ty Dolla $ign)                                   | West         | West        | 5:24     |  |
| 13.               | «Wolves» (featuring Frank Ocean, Sia Furler & Vic Mensa)                   | West         | West        | 4:00     |  |
| 14.               | «Silver Surfer Intermission»                                               |              |             | 0:38     |  |
| 15.               | «30 Hours»                                                                 | West         | West        | 4:07     |  |
| 16.               | «No More Parties in L.A.» (featuring Kendrick Lamar)                       | West         | West        | 6:15     |  |
| 17.               | «FACTS»                                                                    | West         | West        |          |  |
| 18.               | «Fade» (featuring Post Malone & Ty Dolla $ign)                             | West         | West        | 3:14     |  |

19. Saint Pablo
Créditos
- "Father Stretch My Hands", parte 1 y 2, contiene un sample de "Father I Stretch my Hands" interpretado por Pastor T.L. Barrett.
- "Famous" contiene una sample de "Bam Bam" interpretado por Sister Nancy[27] del álbum One, Two, y "Do What You Gotta Do" interpretado por Nina Simone, del álbum 'Nuff Said!.[28]
- "30 Hours" contiene un sample de "Answers Me" interpretado por Arthur Russell del álbum World of Echo (1986).
- No More Parties in L.A. contiene sample de "Suzie Thundertussy" interpretado por Junie Morrison del álbum Suzie Supergroupie, "Give Me My Love" interpretado por Johnny "Guitar" Watson del álbum Funk Beyond the Call of Duty, y "Stand Up and Shout About Love" interpretado por Larry Graham del álbum One in a Million You.[29]
- "FACTS" contiene un sample de "Dirt and Grind" de Father's Children, del álbum Who's Gonna Save the World? y efectos de sonido del videojuego Street Fighter II: The World Warrior por Isao Abe andYoko Shimomura.[30]
- "Fade" contiene samples de "Mystery of Love" interpretado por Mr. Fingers del álbum Mystery of Love, "Deep Inside" interpretado por Hardrive del álbum Deep Inside, la canción "(I Know) I'm Losing You" interpretado por Rare Earth del álbum Ecology.[31]